# Márkacégek feketekönyve
A Márkacégek feketekönyve (németül Schwarzbuch Markenfirmen) egy Németországban, Ausztriában és Svájcban 2001-ben, Magyarországon 2003-ban kiadott könyv. Szerzője Klaus Werner és Hans Weiss.
A szerzők megfogalmazása szerint „a multik mesterkedéseiről” szól. Bemutatja, hogy a nagy márkacégek – mint az Adidas, az Aspirint gyártó Bayer, a McDonald’s, a Nestlé vagy a Siemens – hogyan profitálnak az emberek kizsákmányolásából, a kényszer- és gyermekmunkából, a környezetszennyezésből és az állatkínzásból. A könyvben ötven cég részletes leírása és terméklistája található meg, s konkrét ötleteket is ad a vásárlóknak, hogy mit tehetnek ellenük.

## Magyarul
- Klaus Werner–Hans Weiss: Márkacégek feketekönyve. A multik mesterkedései; Art Nouveau, Pécs, 2003

## Külső hivatkozások
- A Márkacégek feketekönyve (németül)